# Alessandro Fiorio
Alessandro „Alex“ Fiorio (* 10. März 1965 in Turin) ist ein ehemaliger italienischer Rallyefahrer.

## Karriere
Alex Fiorio ist der Sohn des ehemaligen Lancia-Motorsportverantwortlichen und Ferrari-Rennleiters Cesare Fiorio. Durch die berufliche Tätigkeit seines Vaters hatte Alex Fiorio früh Kontakt mit dem Motorsport, betätigte sich aber vorerst als Wintersportler. 1977 wurde er italienischer Jugendmeister in der Abfahrt und 1983 staatlich geprüfter Skilehrer.

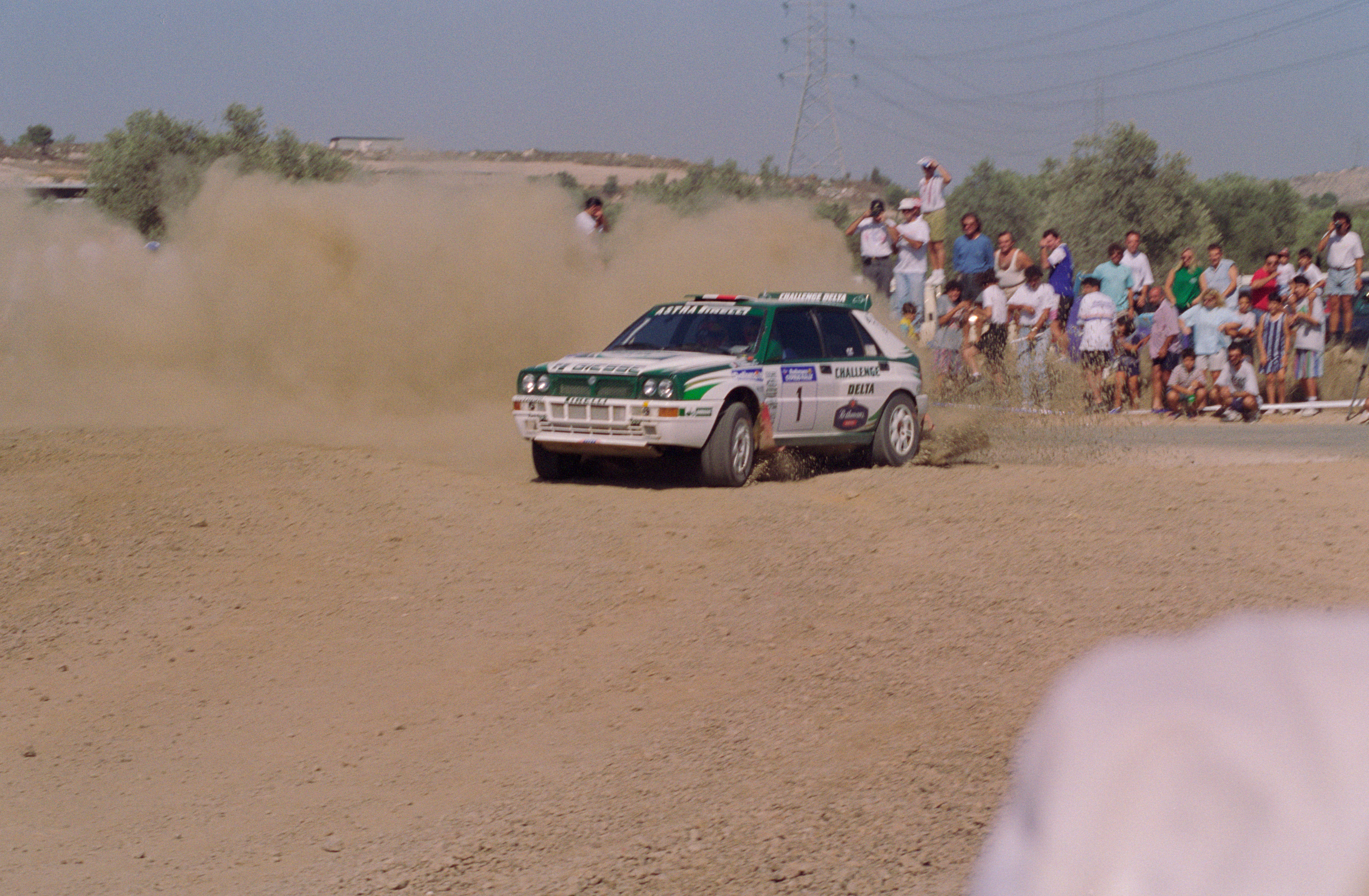
Alex Fiorio mit Beifahrer Vittorio Brambilla bei der Rothmans Cyprus Rally (ERC) 1994, Zypern. Am Steuer eines Lancia Delta HF Integrale

Mit großer Unterstützung seines Vaters kam er 1985 zum Rallyesport. Er gewann gleich in seiner ersten Motorsportsaison die Fiat Uno Italian Meisterschaft und debütierte ein Jahr später in der Rallye-Weltmeisterschaft. Zwei Jahre fuhr er für das italienische Jolly-Club-Team und erreichte 1987 bei der Rallye San Remo auf einem Lancia Delta HF 4WD mit dem siebten Gesamtrang seine ersten Weltmeisterschaftspunkte. 1988 wurde er Werksfahrer bei Lancia und war viermal mit zweiten Plätzen nur jeweils eine Position von einem Gesamtsieg entfernt. Zweiter wurde er bei der Rallye Monte Carlo, in Portugal, der Olympus Rally und in San Remo. Weitere Spitzenplatzierungen und ein dritter Rang bei der Rallye Akropolis sorgten am Ende des Jahres für den zweiten Gesamtrang in der Fahrerweltmeisterschaft, hinter seinem Teamkollegen Miki Biasion.
Die Saison 1989 begann mit einem fatalen Unfall. Bei der fünften Sonderprüfung der Rallye Monte Carlo verlor Fiorio die Herrschaft über seinen Lancia Delta Integrale und fuhr mit knapp 150 km/h in eine Zuschauergruppe. Darunter waren auch der schwedische Pilot Lars-Erik Torph und dessen Beifahrer Bertil-Rune Rehnfeldt, die beide noch an der Unfallstelle starben. Drei weitere Zuschauer wurden zum Teil schwer verletzt. Fiorio und sein Copilot Luigi Pirollo überstanden den Unfall unverletzt. Wie im Vorjahr wurde er Ende des Jahres Vizeweltmeister, erreichte aber trotz vier Podiumsplatzierungen erneut keinen Einzelsieg.
Ende 1990 verließ Fiorio Lancia und fuhr bis 1995 für unterschiedliche Teams in der Meisterschaft. In dieser Zeit konnte er auch dreimal in Folge die Rallye Zypern, einen Lauf zur Rallye-Europameisterschaft, für sich entscheiden. Spitzenplatzierungen in Rallye-Weltmeisterschaft blieben aber aus. Seinen letzten Rallye-Weltmeisterschaftslauf bestritt er 2002 in Australien. Im selben Jahr wurde er auf einem Mitsubishi Lancer noch Fünfter bei der 1000-Seen-Rallye und gewann die Klasse der Produktionswagen. Bis 2007 war er in der italienischen Rallye-Meisterschaft engagiert, als er nach Ablauf des Jahres vom aktiven Motorsport zurücktrat.